# Lạc Tân Cơ
Lạc Tân Cơ (tiếng Trung: 駱賓基, 1917 - 1994) là bút hiệu của một văn sĩ Trung Hoa.

## Tiểu sử
Ông Lạc Tân Cơ có nguyên danh là Trương Phác Quận (張璞珺), sinh năm 1917 tại thành Hồn Xuân, tỉnh Cát Lâm nhưng bản quán tại huyện Bình Độ, tỉnh Sơn Đông. Gia đình ông vốn làm nghề buôn trà.

### Từ Bắc Kinh đến Thượng Hải
Sau Sự biến Phụng Thiên, gia đình Lạc Tân Cơ rời Đông Bắc đến Tế Nam, tại đây ông được gửi vào trường Trung học Chính Nghị. Có một thời gian ngắn gia đình ông chuyển đến Bắc Kinh, nhưng rồi cha ông chán nản vì nợ nần nên tạ thế. Lạc Tân Cơ quay về Sơn Đông tiếp tục học đại học, thường đến các thư viện tự học, bắt đầu nghiên cứu văn học và các lý thuyết khoa học xã hội.
Năm 1935, Lạc Tân Cơ đọc được các tác phẩm của Tiêu Quân và Tiêu Hồng trên báo Thượng Hải, cảm thấy rung động mãnh liệt. Đầu năm 1936, ông đáp tàu đi Thượng Hải.

## Tác phẩm
- 長篇小說《邊陲線上》、《幼年》、《混沌》
- 報告文學集《大上海的一日》、《夏忙》
- 中篇神話集《藍的圖們江》
- 短篇小說集《北望園的春天》、《年假》、《駱賓基短篇小說選》
- 話劇劇本《結婚之前》
- 專著《金文新考》[1]